# Ziemomysł van Inowrocław
Ziemomysł van Inowrocław (1245/1250-1287) is de tweede zoon van Casimir I van Koejavië en van Constance van Silezië.
Wanneer Casimir I van Koejavië in 1267 overlijdt, wordt zijn hertogdom onder zijn zoons verdeeld. Ziemomysł erft het kleine gebied rond Inowrocław. Omdat hij nood heeft aan bondgenoten vergezelt hij Ottokar II van Bohemen in diens kruistocht tegen het heidense Litouwen. Bij deze gelegenheid zoekt hij ongetwijfeld toenadering tot de Duitse Orde en tot Sambor II, hertog van Tczew, hetgeen spoedig voor grote problemen in zijn eigen hertogdom zorgt en tot een opstand van de adel. De opstand breekt los bij de aankomst in Inowrocław van Duitsers van het hof van Sambor II, die de schoonvader van Ziemomysl wordt in 1268. De adel roept Boleslaw de Vrome te hulp. Bolesław neemt Bydgoszcz in terwijl Ziemomysł zich verzoent met zijn inwoners.
In 1271, geeft Ziemomysł asiel aan Warcisław II van Danzig en komt hij tussen in de oorlog van Sambor II tegen Mestwin II van Pommeren. Hierdoor breekt een nieuwe opstand van de adel uit. Bolesław de Vrome valt het hertogdom binnen en Ziemomysł moet in ballingschap gaan. Pas in 1278 komt hij terug aan de macht na een verdrag ondertekend in Ląd. Bolesław de Vrome en Leszek II de Zwarte geven hem zijn hertogdom terug op voorwaarde dat hij alle Duitsers in zijn omgeving wegzendt.
Ziemomysł sluit in 1284 met zijn broer Leszek II de Zwarte een overeenkomst sluit tegen de Duitse Orde. Tijdens zijn bewind staat Ziemomysl stadsrechten toe aan verschillende plaatsen uit zijn hertogdom. Uit zijn huwelijk met Salomea, de dochter van Sambor II, heeft hij drie zoons: (Leszek van Inowrocław, Przemysł van Inowrocław en Casimir III van Gniewkowo) en drie dochters.